# Ka-27
Ka-27 (ros. Ка-27, oznaczenie NATO „Helix”) – radziecki wojskowy śmigłowiec pokładowy zaprojektowany w biurze Nikołaja Kamowa. Prace nad tą konstrukcją rozpoczęto w 1970, po czterech latach oblatano pierwszy prototyp. Miał on zastąpić śmigłowiec Ka-25. Tak jak jego poprzednik posiadał dwa wirniki główne w układzie Kamowa. Udało się zachować podobne do poprzednika rozmiary, co umożliwia stacjonowanie na okrętach. Duże zdolności operacyjne i znacznie mocniejsze silniki sprawiły, że stał się podstawowym śmigłowcem rosyjskiej marynarki wojennej. Do grona użytkowników zalicza się Rosja, Indie, Algieria, Chiny, Wietnam, Korea Południowa i Ukraina.